# Горний Кот
Горний Кот (словен. Gornji Kot) — поселення в общині Жужемберк, регіон Південно-Східна Словенія, Словенія. Висота над рівнем моря: 206,2 м.